# Błahodatne (obwód wołyński)
Błahodatne (ukr. Благодатне) – osiedle typu miejskiego na Ukrainie w obwodzie wołyńskim. Do 2016 roku nosiło nazwę Żowtnewe.

## Historia
Założone w 1953 roku. 
W 1989 liczyło 5385 mieszkańców.
W 2013 liczyło 4748 mieszkańców.